# 白鷺湖互動中心

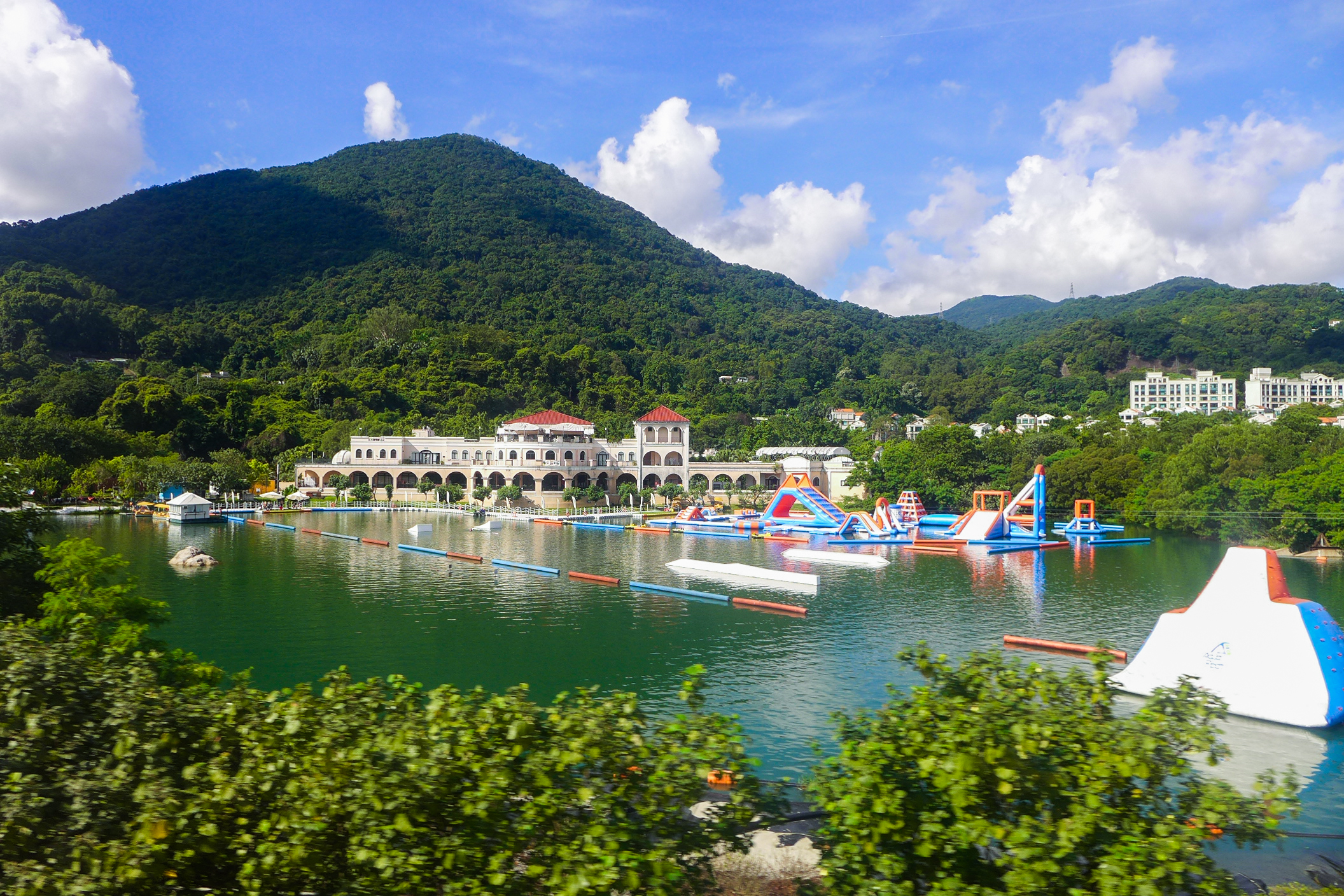
白鷺湖互動中心

白鷺湖互動中心（Lake Egret Nature Park），前稱大埔滘互動自然中心位於香港新界大埔滘紅林路2號，於2000年開幕。場地可租借予非盈利機構活動、學校活動、私人宴會、草地婚禮等。

## 源起
1990年代中期，嘉里建設計劃於大埔滘發展大型住宅項目滌濤山，包括12座9層高寓所、50幢獨立洋房及28座複式別墅。由於鄰近為一處潟湖及紅樹林濕地，是白鷺的棲息地，政府在地契規定發展商須興建及營運白鷺湖互動中心，作為白鷺的棲息地，及提倡環保意識。

## 簡介
座落吐露港大埔滘村，背倚大埔滘自然護理區，面向吐露港，佔地共二十三畝。優雅獨特充滿南歐風格的中心大樓佔地三萬餘呎，設有一所戶內博物館、一個情調高雅的餐廳和宴會廳，此外還有各種設施。

## 設施
- 香港魚類學會研究中心，是香港魚類研究組織，可以預約參觀，定期開辦講座、課程、考察活動。
- 小白鷺餐廳，是香港電視台及電影常使用場景。
- 自然活動中心，有逾十萬呎的戶外活動場地及水上運動。
- 燒烤花園，是位於天台花園。
- 鋼索滑水， 是全港首個鋼索滑水場。

## 開放時間

### 香港魚類學會研究中心
只接受團體預約參觀
whatsapp +852 6043 8662

### 小白鷺餐廳
- 星期一至星期日：上午11點至下午11點

### 燒烤花園
- 星期一至星期五：下午6點半至11點
- 星期六、日及公眾假期：下午1點至11點

### 水上單車及划艇遊湖
- 星期一至星期日：下午1點至6點

## 活動
- 情傾小白鷺：在「湖心小白屋」情人湖上燭光晚餐
- 水上單車及划艇遊湖
- 非一般露營
- 充氣遊戲：包括：跳躍攀月、印第安帳篷、海盜船、智慧足球場及生態大躍進

## 外景場地
小白鷺餐廳時常在很多電視劇或電影出現，多為拍攝高級餐廳之場所，當中包括：
1. 無綫電視《東方之珠》
2. 無綫電視《師奶兵團》
3. 無綫電視《原來愛上賊》
4. 無綫電視《法證先鋒II》
5. 亞洲電視《火蝴蝶》
6. 電影《身嬌肉貴》
7. 電影《戀愛初歌》等

## 外部連結
22°26′10″N 114°11′20″E / 22.436095°N 114.188933°E